# Athos visa
Athos visa var en sång i Bergsspexet "De fyra musketörerna" 1959, till melodin You Can't Get A Man With A Gun från Annie Get Your Gun. Sången har använts  som inledning till fester på KTH.  